# Emmi Järn
Emmi Järn (1992) è una giocatrice di football americano finlandese, che gioca come wide receiver per le Helsinki Wolverines..

## Palmarès
- 1 Europeo (2015)
- 3 Naisten Vaahteraliiga (2017, 2018, 2019)